# Julius Rodenberg
Julius Rodenberg (il suo vero nome era Julius Levy) (Rodenberg, 26 giugno 1831 – Berlino, 11 luglio 1914) è stato un poeta, scrittore e editore tedesco.
Di famiglia ebraica, studiò legge all'università di Heidelberg, a Gottinga, Berlino e Marburgo, ma molto presto abbondonò gli studi di giurisprudenza per la letteratura. La sua prima opera, il poema "Dornröschen", venne edita a Brema nel 1851. Fu uno scrittore prolifico. Fra il 1855 ed il 1862 viaggiò in Gran Bretagna, Belgio, Paesi Bassi, Danimarca, Italia e Svizzera; dal 1859 si stabilì a Berlino.
Julius Rodenberg scrisse tre libretti per opere di Anton Rubinštejn: Feramors, La torre di Babele e Sulamita.
Dal 1867 al 1874 fu coeditore con Ernst Dohm della rivista Salon für Literatur, Kunst und Gesellschaft e nel 1874 fondò la rivista Deutsche Rundschau, un mensile di letteratura, politica e cultura, di cui fu editore fino alla morte.
Nel 1897 ricevette il titolo di Professore.